# 克賴頓 (內布拉斯加州)
克賴頓（英語：Creighton）是位於美國內布拉斯加州諾克斯縣的城市。

## 人口
根據2020年美國人口普查的數據，克賴頓的面積為3.13平方千米，皆為陸地。當地共有人口1147人，而人口密度為每平方千米366人。